# الإعلام العسكري لكتائب الشهيد عز الدين القسام
الإعلام العسكري لكتائب الشهيد عز الدين القسام أو الإعلام الحربي لكتائب القسام هو الفرع الوحيد للإعلام العسكري في كتائب الشهيد عز الدين القسام الذي يقوم ببث أفلام قصيرة تظهر اشتباكات كتائب القسام مع الجيش الإسرائيلي في فلسطين أو تظهر تصريحات لأبو عبيدة الناطق الرسمي باسم كتائب القسام.

## الحرب النفسية
يقوم الإعلام العسكري لكتائب القسام بتصوير اشتباكات المقاومين ضد الجيش الإسرائيلي في قطاع غزة أو الضفة الغربية، حيث يقوم فريق متخصص بتسجيل الفيديوهات التي تصور اشتباكات المقاومين مع الجيش الإسرائيلي او يقوم المقاوم بلصق كاميرا على
صدره أو بتثبيت كاميرا صغيره فوق الخوذة التي يرتديها لتصوير الجنود الإسرائيليين من مسافات قريبة جداً، لقصف الجنود الإسرائيليين بقذائف محمولة على الكتف بصورة واضحة مما يؤدي إلى ترهيب الجنود الإسرائيليين عند مشاهدة فيديوهات القسام التي تقوم بنشرها وايضا تقوم بترهيب المدنيين الإسرائيليين.

## أبو عبيدة
يعد أبو عبيدة من أهم الأذرع الإعلامية لدى كتائب القسام حيث حظى بشعبية كبيرة منذ عملية طوفان الأقصى لتأثيرة الإعلامي على الوطن العربي والشارع الإسرائيلي حيث يقوم بالظهور خلال تسجيل فيديو او تسجيل صوتي لأسباب معينة مثل المطالبة في الحروب بمطالب معينة حيث يعد أبو عبيدة أحد أكثر المؤثرين في المجال الإعلامي الحربي لكتائب القسام.